# 訃報 2019年9月
訃報 2019年9月（ふほう 2019ねん9がつ）では、2019年9月に物故した、又は物故が報じられた人物についてまとめる。

## (1日 - 15日)

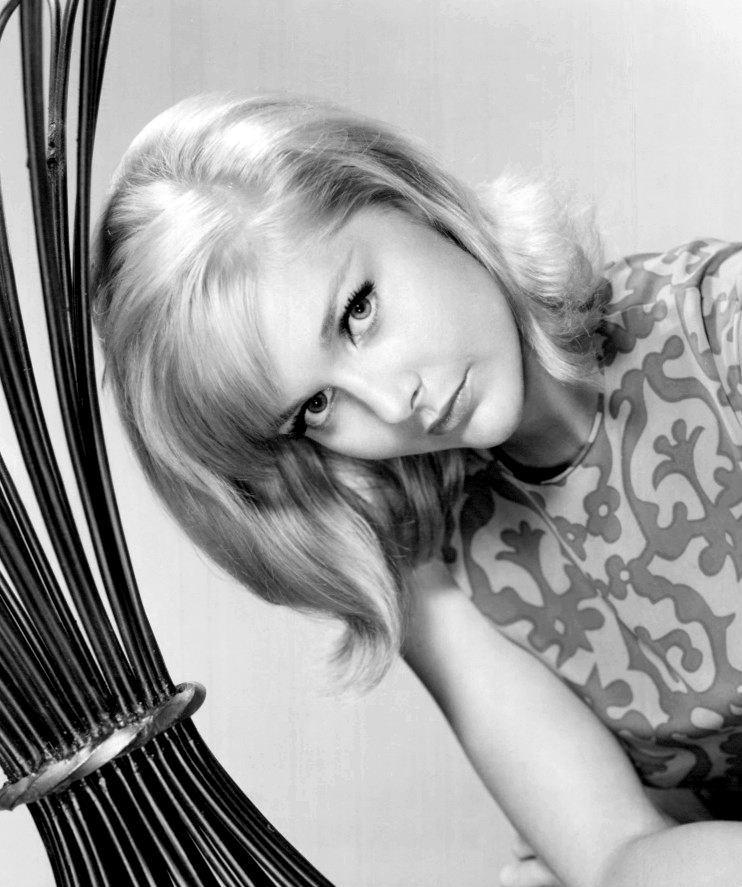
キャロル・リンレイ／9月3日没

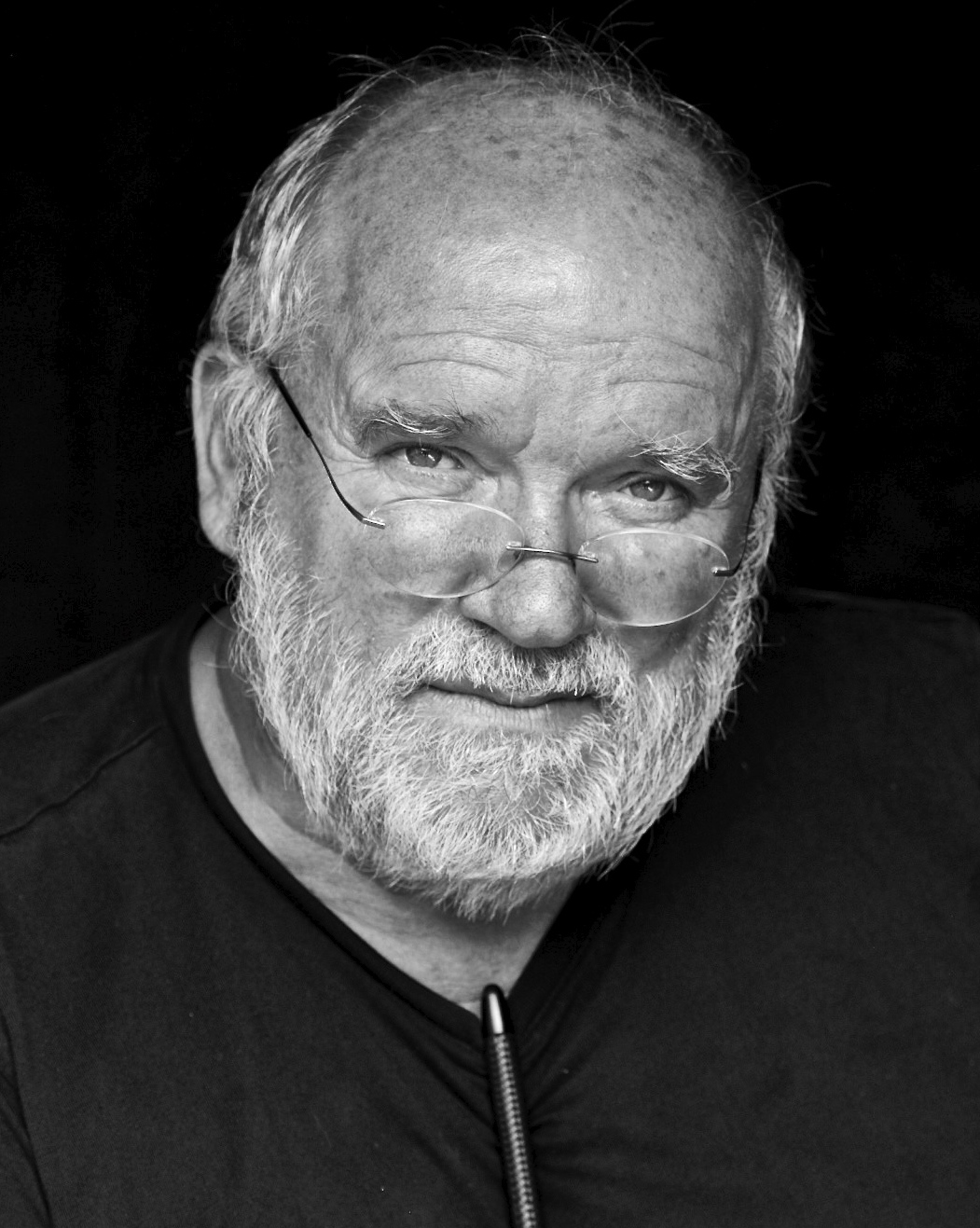
ピーター・リンドバーグ／9月3日没

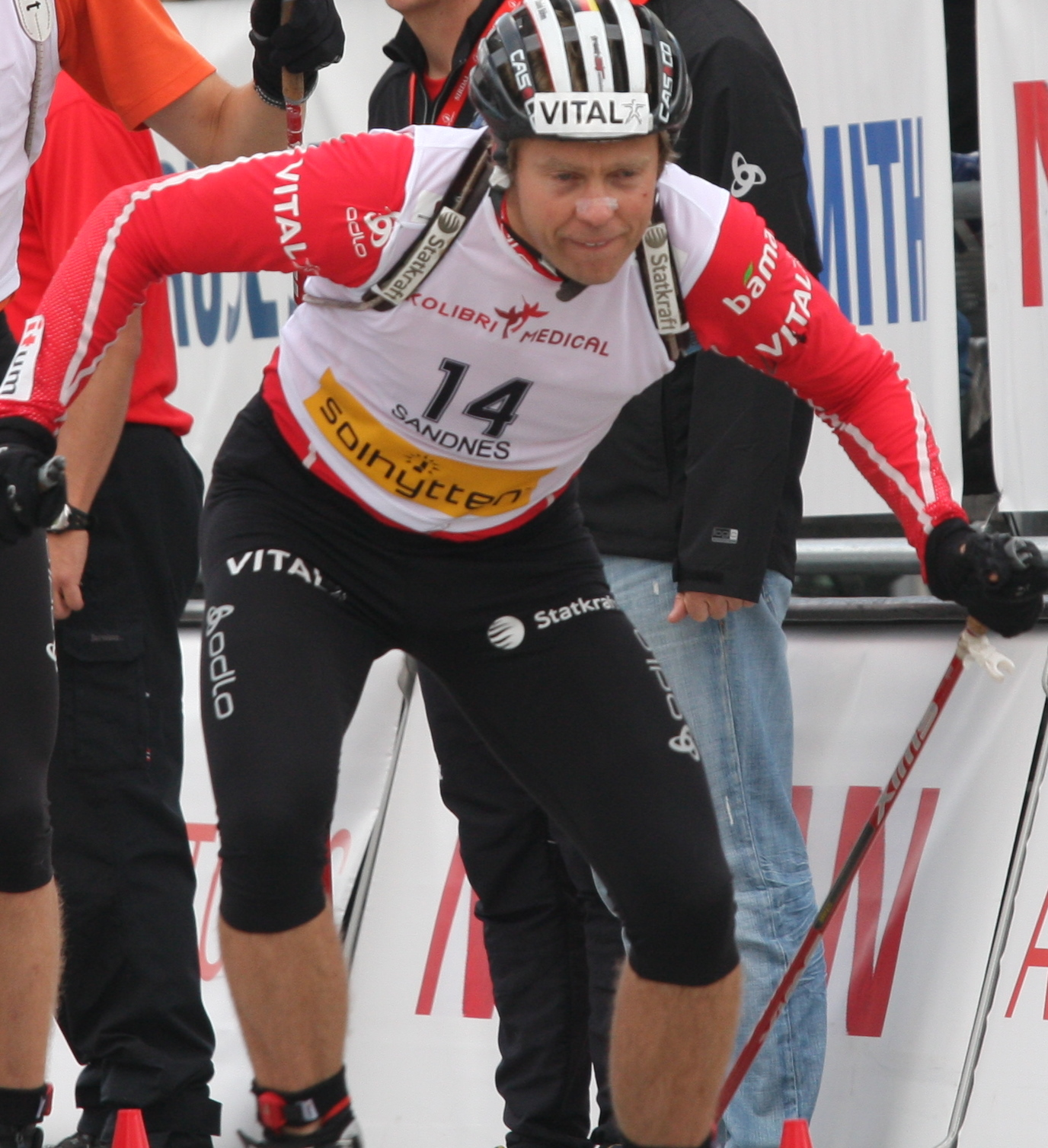
ハルワルド・ハーネボル／9月3日没

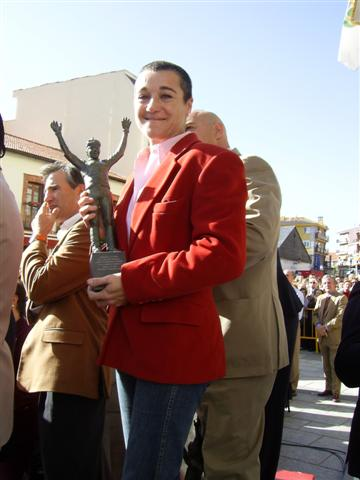
ブランカ・フェルナンデス・オチョア／9月4日没（遺体発見日）

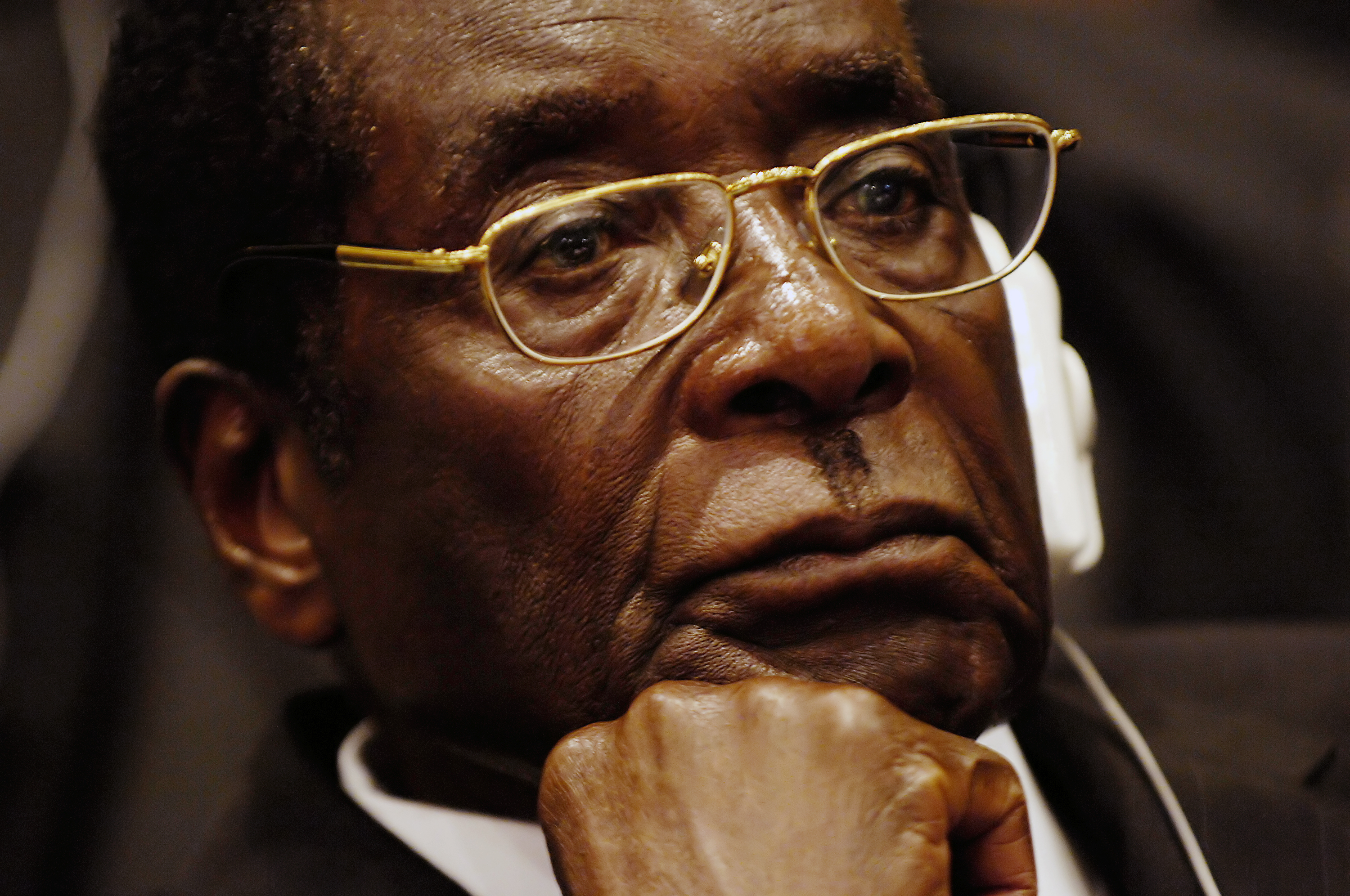
ロバート・ムガベ／9月6日没

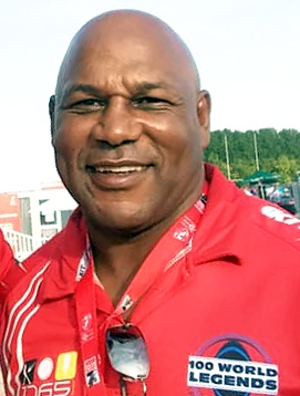
チェスター・ウィリアムズ／9月6日没

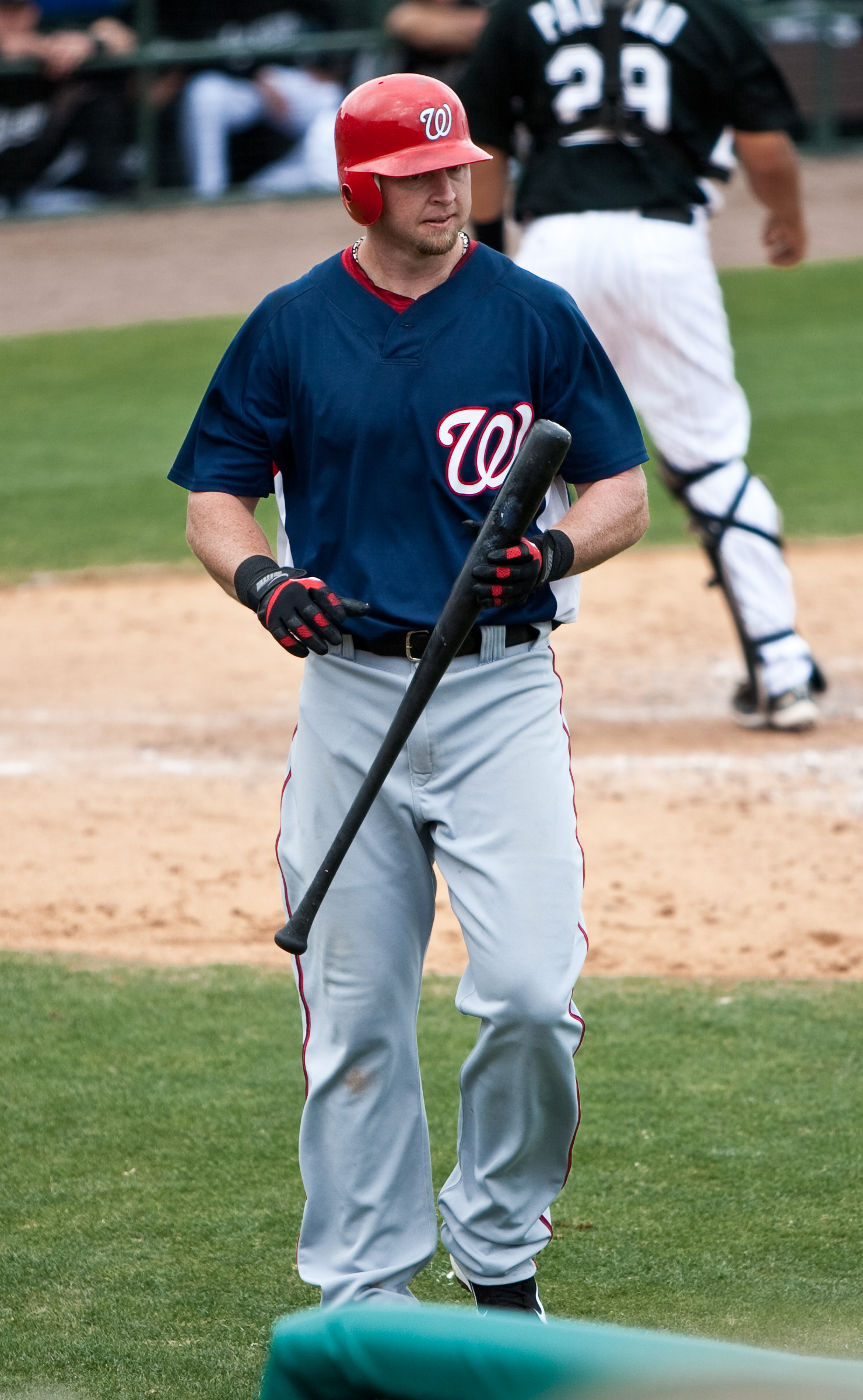
クリス・ダンカン／9月6日没

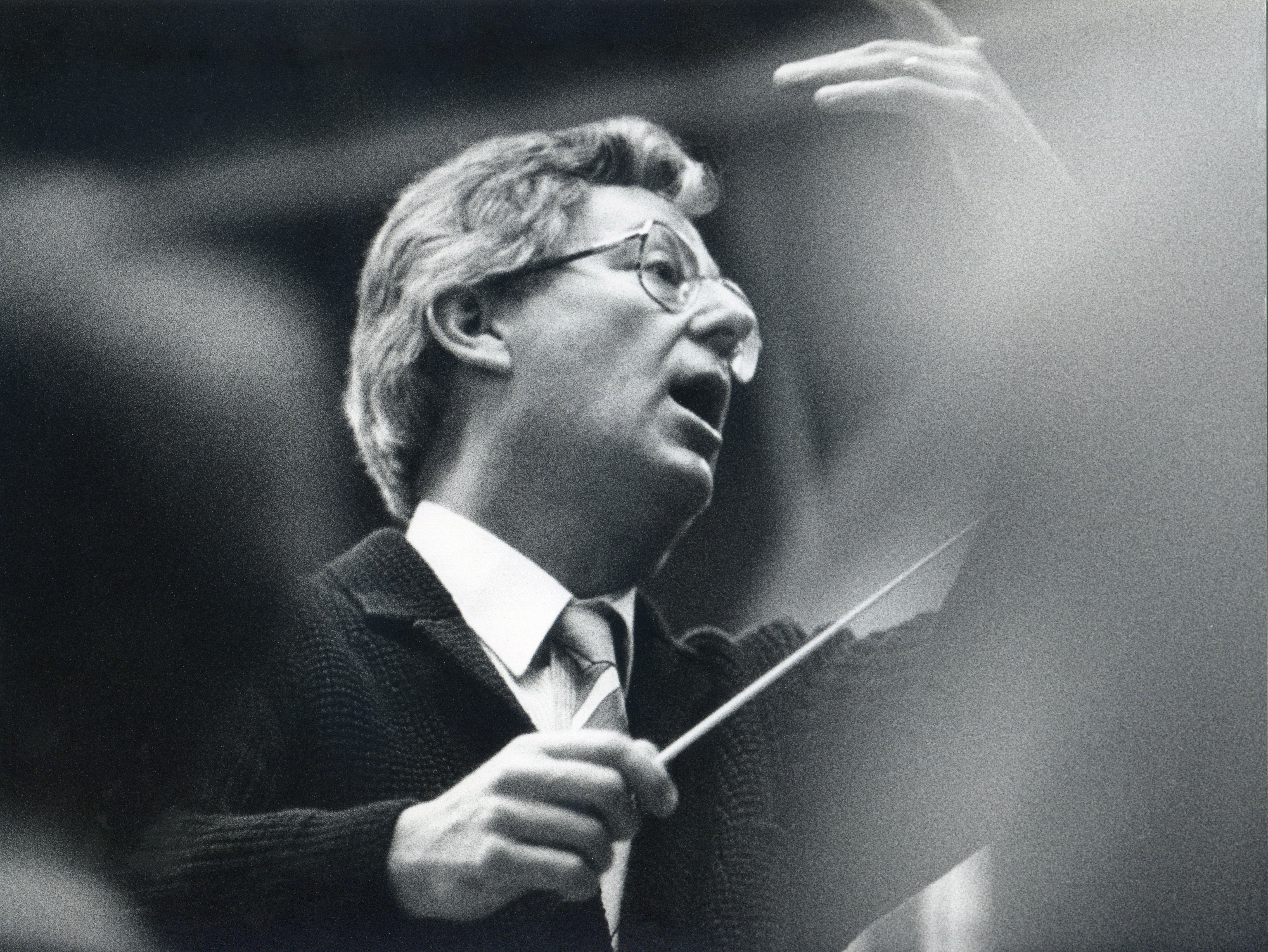
ロジェ・ブトリ／9月7日没

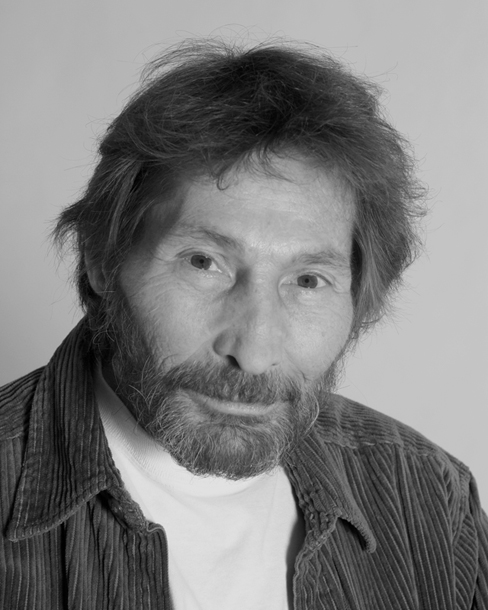
ロバート・アクセルロッド／9月7日没

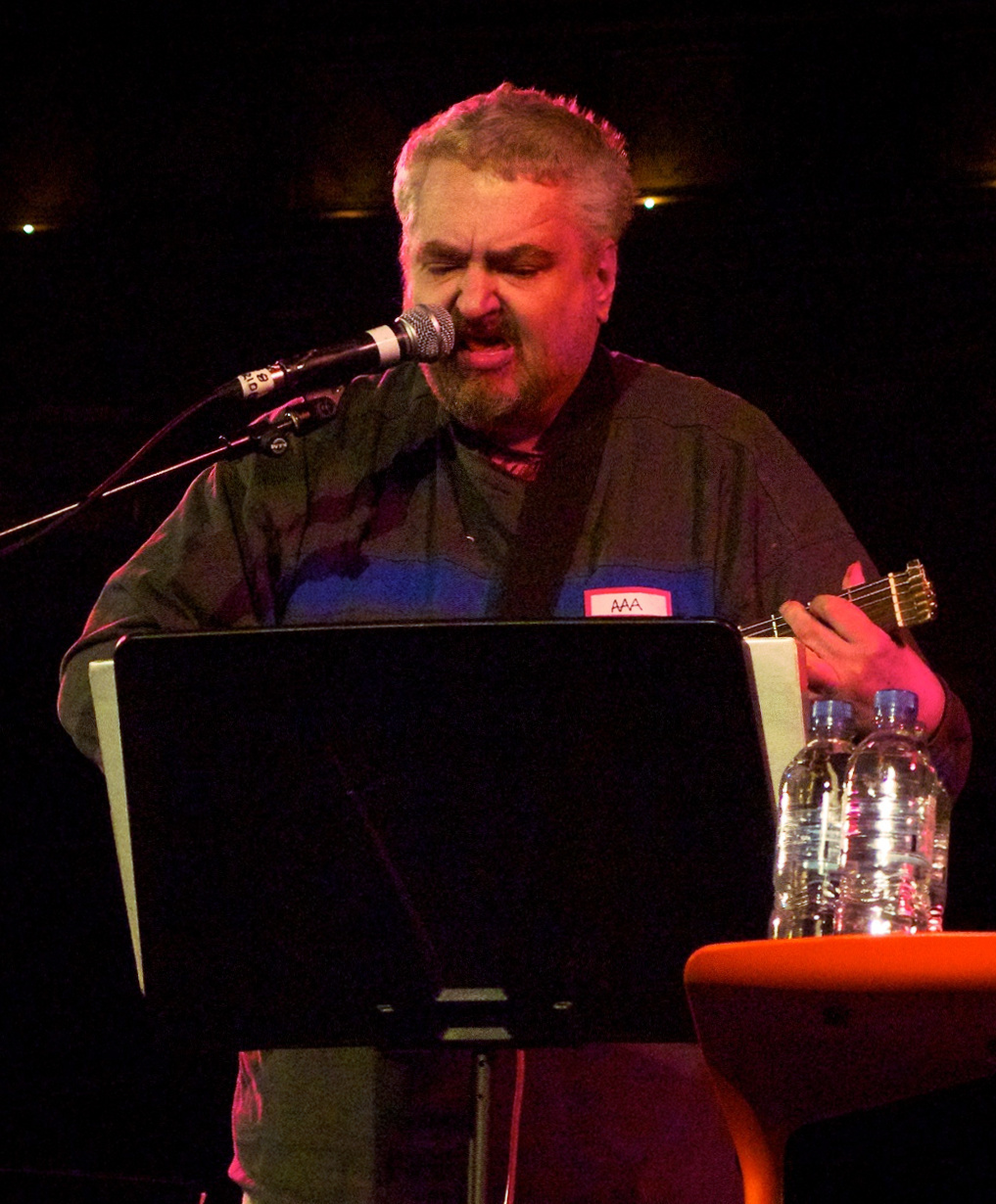
ダニエル・ジョンストン／9月10日没

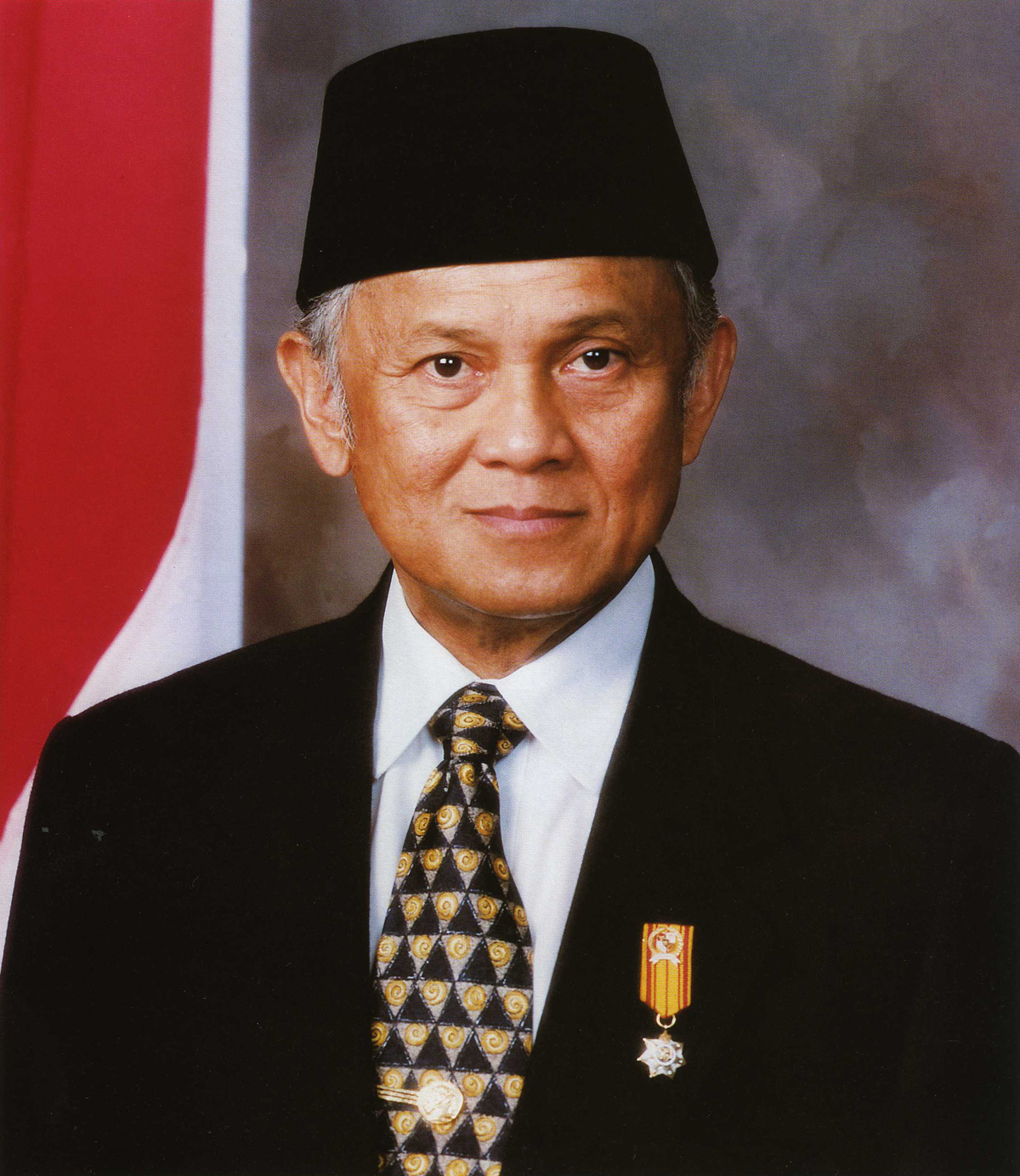
ユスフ・ハビビ／9月11日没

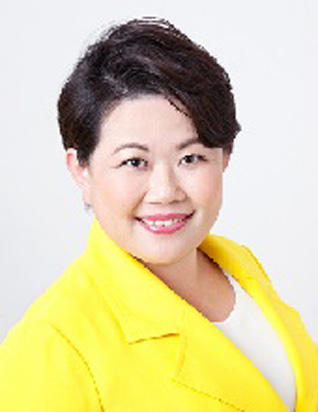
宮川典子／9月12日没

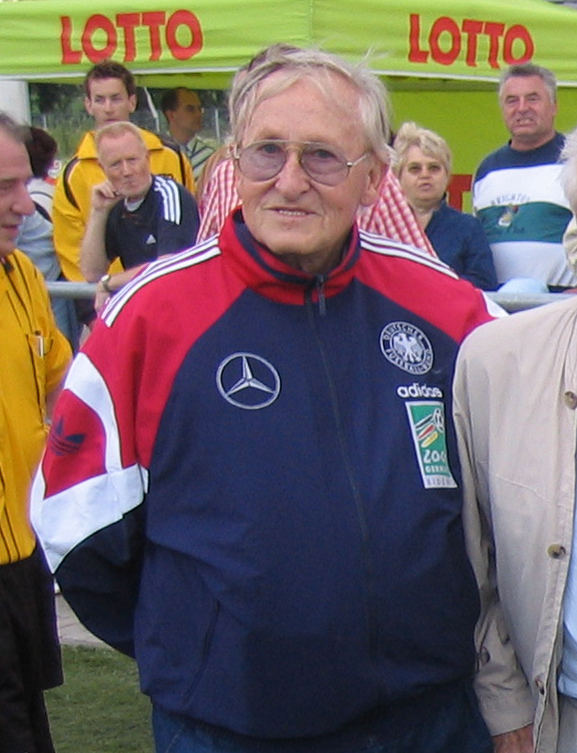
ルディ・グーテンドルフ／9月13日没

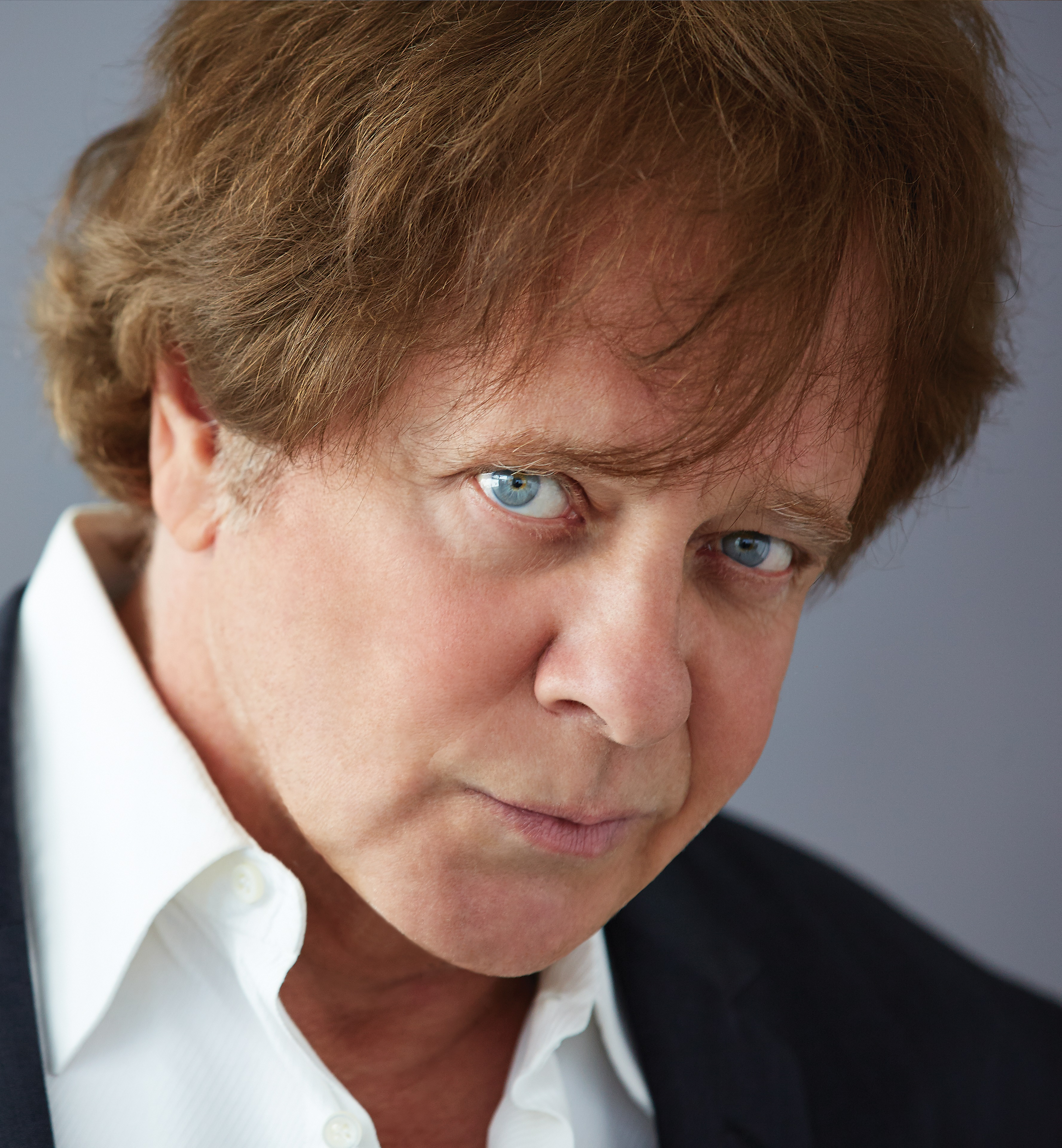
エディ・マネー／9月13日没

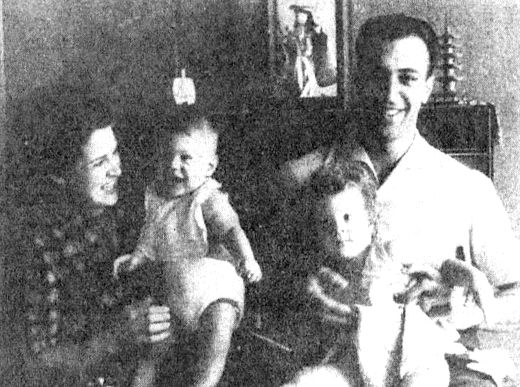
ジーン・バッキー（右）／9月14日没

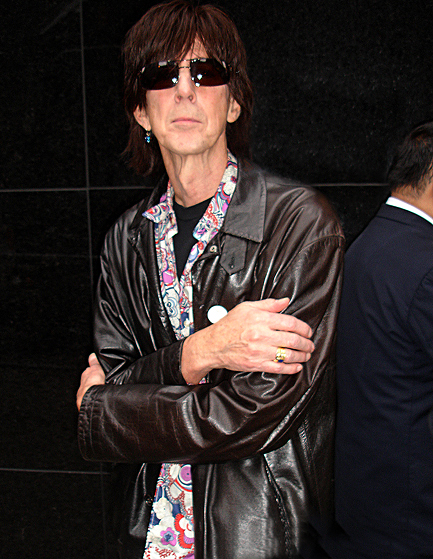
リック・オケイセック／9月15日没

- 9月1日 - 佛坂泰治、日本の元軍人（軍医） 、医師（* 1919年）[要出典]
- 9月1日 - 宮里朝光、日本の郷土史家、沖縄語普及協議会設立者（* 1924年）[1]
- 9月1日 - キャサリン・マクリーン（英語版）、アメリカ合衆国のSF作家（* 1925年）[2]
- 9月1日 - 鈴木一孝、日本の工学者、名古屋工業大学名誉教授（* 1926年）[3]
- 9月1日 - バーバラ・プロブスト・ソロモン（英語版）、アメリカ合衆国の作家、スペイン芸術文学勲章受賞者（* 1928年）[4]
- 9月1日 - ラドミル・エリシュカ、チェコ出身の指揮者（* 1931年）[5]
- 9月1日 - 石原昌和、日本の能楽師、金春流シテ方（* 1936年）[6]
- 9月1日 - 伊藤雅治、日本の官僚、元厚生労働省医政局長（* 1943年?）[7]
- 9月2日 - 坂野登、日本の心理学者、京都大学名誉教授（* 1933年）[8]
- 9月2日 - 松本暁司、日本の元サッカー選手・指導者、元日本代表（* 1934年）[9]
- 9月2日 - 杉中豊、日本の税理士、野球審判員、元日本高校野球連盟審判規則委員長（* 1947年）[10]
- 9月2日 - 安部譲二、日本の小説家、ボクサー、キックボクシング解説者、任侠者（* 1937年）[11]
- 9月2日 - ドロシア・ベントン・フランク（英語版）、アメリカ合衆国の小説家（* 1951年）[12]
- 9月2日 - アトリ・エズヴァルドソン（英語版）、アイスランドの元サッカー選手・指導者、元同国代表（* 1957年）[13]
- 9月3日 - 長谷川慶太郎、日本の経済評論家（* 1927年）[14]
- 9月3日 - 田辺正忠、日本の医学者、元香川医科大学（現香川大学医学部）学長（* 1933年）[15]
- 9月3日 - 森本桂、日本の昆虫分類学者、農林学者、九州大学名誉教授（* 1934年）[16]
- 9月3日 - キャロル・リンレイ、アメリカ合衆国の女優（* 1942年）[17]
- 9月3日 - ピーター・リンドバーグ、ドイツの写真家（* 1944年）[18]
- 9月3日 - ハルワルド・ハーネボル、ノルウェーのバイアスロン選手、1998年長野20km個人・2002年ソルトレークシティ・2010年バンクーバーオリンピック4x7.5kmリレー金メダリスト（* 1969年）[19]
- 9月3日 - ラショーン・ダニエルズ（英語版）、アメリカ合衆国のソングライター（* 1977年）[20]
- 9月3日 - 鄭在洪（朝鮮語版）、大韓民国のバスケットボール選手 （* 1986年）[21]
- 9月4日 - 阿部照哉、日本の法学者、京都大学名誉教授（* 1929年）[22]
- 9月4日 - 戴鉄郎（中国語版）、中華人民共和国のアニメーター、アニメ監督（* 1930年）[23]
- 9月4日 - テブフィク・キシュ（英語版）、トルコのアマチュアレスリング選手、1960年ローマオリンピックライトヘビー級金メダリスト（* 1934年）[24]
- 9月4日 - パトリック・ドゥオルノワ（英語版）、フランスの数学者（* 1952年）[25]
- 9月4日 - （遺体発見日）ブランカ・フェルナンデス・オチョア、スペインのアルペンスキー選手、1992年アルベールビルオリンピック女子回転銅メダリスト（* 1963年）[26]
- 9月4日 - 中野たかし、日本のお笑い芸人、ザ・ビリーバーズメンバー（* 1986年?）[27]
- 9月5日 - ウォリー・ウエストレイク（英語版）、アメリカ合衆国ののMLB選手（* 1920年）[28]
- 9月5日 - 及川広信、日本のダンサー、演出家（* 1925年）[29]
- 9月5日 - フランシスコ・トレド（英語版）、メキシコの画家（* 1940年）[30]
- 9月5日 - 金野昭次、日本の元スキージャンプ選手、札幌オリンピック男子70m級ジャンプ銀メダリスト（* 1944年）[31]
- 9月5日 - 小西行郎、日本の小児科学者、同志社大学教授（* 1947年）[32]
- 9月5日 - 平井伸博、日本の天然物化学者、京都大学名誉教授（* 1954年?）[33]
- 9月5日 - 大住雄一、日本の神学者、東京神学大学学長（* 1955年）[34]
- 9月5日 - チャーリー・コール（英語版）、アメリカ合衆国の写真家、六四天安門事件「無名の反逆者」撮影者の1人（* 1955年）[35]
- 9月5日 - クリス・マーチ（英語版）、アメリカ合衆国の衣裳デザイナー、リアリティ番組出演者（* 1963年）[36]
- 9月5日 - ジミー・ジョンソン、アメリカ合衆国のギタリスト、音楽プロデューサー（* 1943年）[37]
- 9月6日 - ロバート・ムガベ、ジンバブエの政治家、第2代大統領、初代首相（* 1924年）[38]
- 9月6日 - チェスター・ウィリアムズ、南アフリカ共和国のラグビー選手、元同国代表（* 1970年）[39]
- 9月6日 - クリス・ダンカン、アメリカ合衆国のMLB選手（* 1981年）[40]
- 9月7日 - 大塚実、日本の実業家、大塚商会創業者（* 1922年）[41]
- 9月7日 - 井原国芳、日本の実業家、元東京急行電鉄（現東急）副社長・東急建設社長（* 1930年?）[42]
- 9月7日 - ズジスワフ・ショスタク、ポーランドの指揮者（* 1930年）[43]
- 9月7日 - ロジェ・ブトリ、フランスの作曲家、指揮者、ピアノ奏者、音楽学者（* 1932年）[44]
- 9月7日 - ロバート・アクセルロッド、アメリカ合衆国の声優、俳優（* 1949年）[45]
- 9月8日 - 浦野清、日本の実業家、元京王百貨店社長（* 1926年?）[46]
- 9月8日 - 金星煥、大韓民国の漫画家、画家（* 1932年）[47]
- 9月8日 - 西村吉正、日本の官僚、元大蔵省銀行局長（* 1940年）[48]
- 9月8日 - 楳田晴彦、日本の囲碁棋士（* 1941年）[49]
- 9月8日 - カミロ・セスト（スペイン語版）、スペインの歌手（* 1946年）[50]
- 9月8日 - ジョン・ウェズリー（英語版）、アメリカ合衆国の俳優（* 1947年）[51]
- 9月8日 - C・M・ドブソン（英語版）、イギリスの化学者（* 1949年）[52]
- 9月9日 - 真野龍海、日本の僧侶、元清浄華院法主（* 1922年）[53]
- 9月9日 - ロバート・フランク、スイス出身のアメリカ合衆国の写真家（* 1924年）[54]
- 9月9日 - ジム・グリーングラス（英語版）、アメリカ合衆国のMLB選手（* 1927年）[55]
- 9月9日 - 古田徳昌、日本の実業家、元マツダ・サンフレッチェ広島社長（* 1928年）[56]
- 9月9日 - フレッド・ヘルツォーク（英語版）、ドイツ出身のカナダの写真家（* 1930年）[57]
- 9月9日 - 八木秀夫、日本の実業家、元ヤギ社長（* 1942年）[58]
- 9月9日 - ラヴレンティス・マチャイリツァス（英語版）、ギリシャのミュージシャン（* 1951年）[59]
- 9月10日 - 小玉得太郎、日本の実業家、元本金西武社長（* 1925年?）[60]
- 9月10日 - 星鐵太郎、日本の機械工学者、豊橋技術科学大学名誉教授（* 1937年）[61]
- 9月10日 - 佐々木旭鳳、日本の書家（* 1938年?）[62]
- 9月10日 - アリベルト・ラジン（ロシア語版）、ウドムルト共和国の社会学者（* 1940年）[63]
- 9月10日 - 川真田哲哉、日本の政治家、徳島県吉野川市長（* 1947年）[64]
- 9月10日 - ダニエル・ジョンストン、アメリカ合衆国のシンガーソングライター、アウトサイダー・アーティスト（* 1961年）[65]
- 9月10日 - ノダル・ハドゥリ、ジョージアの政治家、経済学者、元同国財務大臣（* 1970年）[66]
- 9月11日 - ブーン・ピケンズ（英語版）、アメリカ合衆国の投資家、実業家（* 1926年）[67]
- 9月11日 - 安福真民、日本の実業家、元富士通ゼネラル社長（* 1926年）[68]
- 9月11日 - ユスフ・ハビビ、インドネシアの政治家、第3代大統領（* 1936年）[69][70]
- 9月11日 - マーディック・マーティン（英語版）、イラン出身のアメリカ合衆国の脚本家（* 1936年）[71]
- 9月11日 - アン・リバース・シドンズ（英語版）、アメリカ合衆国の小説家（* 1936年）[72]
- 9月11日 - 原口剛、日本の俳優（* 1939年）[73]
- 9月11日 - 山上哲也、日本の元プロボクサー〈元日本バンタム級チャンピオン〉、ボクシング指導者（* 1942年）[74]
- 9月11日 - 粟屋憲太郎、日本の歴史学者、立教大学名誉教授（* 1944年）[75]
- 9月12日 - 川久保信行、日本の実業家、元三菱商事取締役・東亜バルブエンジニアリング社長（* 1924年?）[76]
- 9月12日 - 立元正一、日本の実業家、元住友大阪セメント社長（* 1929年?）[77]
- 9月12日 - 寺島泰、日本の環境衛生工学者、京都大学名誉教授（* 1937年?）[78]
- 9月12日 - アキリシ・ポヒヴァ（英語版）、トンガの政治家、第15代トンガ王国首相（* 1941年）[79]
- 9月12日 - 宮川典子、日本の政治家、衆議院議員【自由民主党所属】（* 1979年）[80]
- 9月13日 - ルディ・グーテンドルフ、ドイツの元サッカー選手・指導者（* 1926年）[81]
- 9月13日 - 田中礼、日本の英文学者、京都大学名誉教授（* 1931年）[82]
- 9月13日 - コンラッド・ゲオルギュー（ハンガリー語版）、ハンガリーの小説家、元国際ペンクラブ会長（* 1933年）[83]
- 9月13日 - ブルーノ・グランディ（イタリア語版）、イタリアの元体操競技選手、元国際体操連盟会長（* 1934年）[84]
- 9月13日 - アサドラ・アスガロラディ（英語版）、イランの実業家、資産家、元中国・イラン商工会議所会頭（* 1934年）[85]
- 9月13日 - エディ・マネー、アメリカ合衆国のミュージシャン（* 1949年）[86]
- 9月14日 - 北村一男、日本の証券アナリスト、元山一証券投資信託委託（現三菱UFJ国際投信）社長、元日本証券アナリスト協会会長（* 1925年?）[87]
- 9月14日 ‐ サム・ザフラン（フランス語版）、フランスの画家（* 1934年）[88]
- 9月14日 - 茂木高一、日本の実業家、セントラルミュージック名誉会長・元社長（* 1934年）[89]
- 9月14日 ‐ 塚本協子、日本の運動家、夫婦別姓訴訟原告団長 (* 1935年)[90]
- 9月14日 - ジーン・バッキー、アメリカ合衆国の元プロ野球選手【阪神タイガース所属】（* 1937年）[91]
- 9月14日 - 呉貽弓（中国語版）、中華人民共和国の映画監督（* 1938年）[92]
- 9月14日 - 吉田潤一、日本の有機合成化学者、京都大学名誉教授（* 1952年）[93]
- 9月14日 - 鈴木裕、日本の工学者、牧野フライス製作所社外取締役、九州工業大学名誉教授（* 1951年?）[94]
- 9月14日 - 星野一郎、日本の会計学者、広島大学教授（* 1956年）[95]
- 9月15日 - 太田光雄、日本の音響工学者、広島大学名誉教授（* 1928年）[96]
- 9月15日 - アンドレス・サルダ・サクリスタン（スペイン語版）、スペインのファッションデザイナー（* 1929年）[97]
- 9月15日 - ヘザー・アシュトン、イギリスの医学者、医師。ニューカッスル大学神経科学研究所名誉教授（* 1929年）[98]
- 9月15日 - フィリス・ニューマン（英語版）、アメリカ合衆国の女優、歌手（* 1933年）[99]
- 9月15日 - 松井純、日本の実業家、元静岡新聞・静岡放送会長（* 1935年?）[100]
- 9月15日 - ロル・モハメド・シャワ（英語版）、チャドの政治家、元（国家暫定統一政府）大統領（* 1939年）[101]
- 9月15日 - リック・オケイセック、アメリカ合衆国のミュージシャン、音楽プロデューサー、カーズメンバー（* 1944年）[102]
- 9月15日 - 鈴木エドワード、日本の建築家（* 1947年）[103]
- 9月15日 - マイク・ステファニック（英語版）、アメリカ合衆国のレーシングドライバー（* 1958年）[104]

## (16日 - 30日)

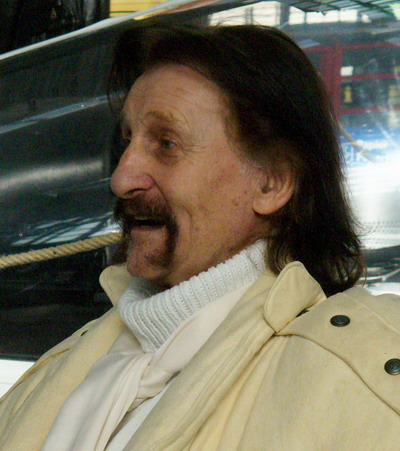
ルイジ・コラーニ／9月16日没

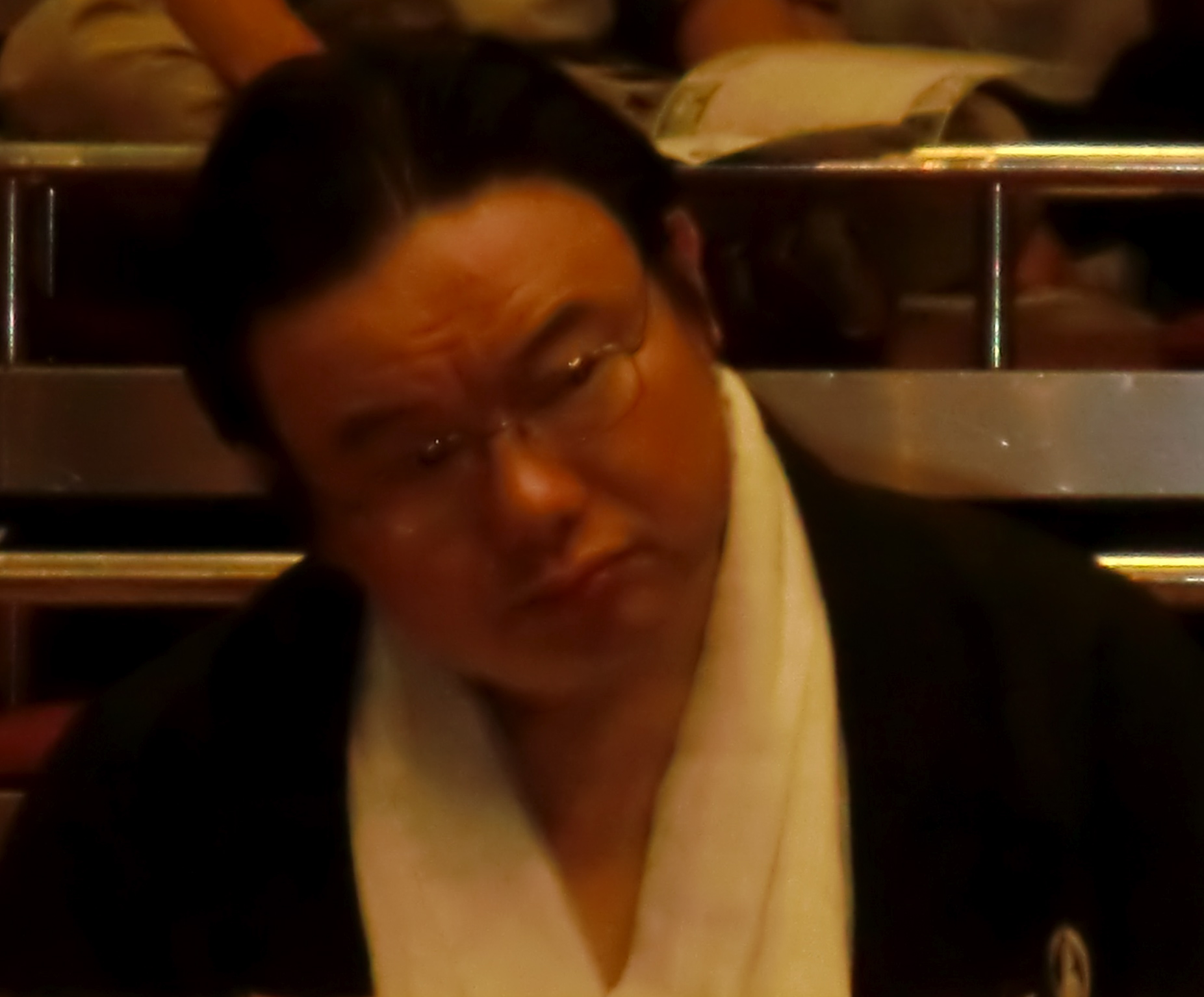
逆鉾昭廣／9月16日没

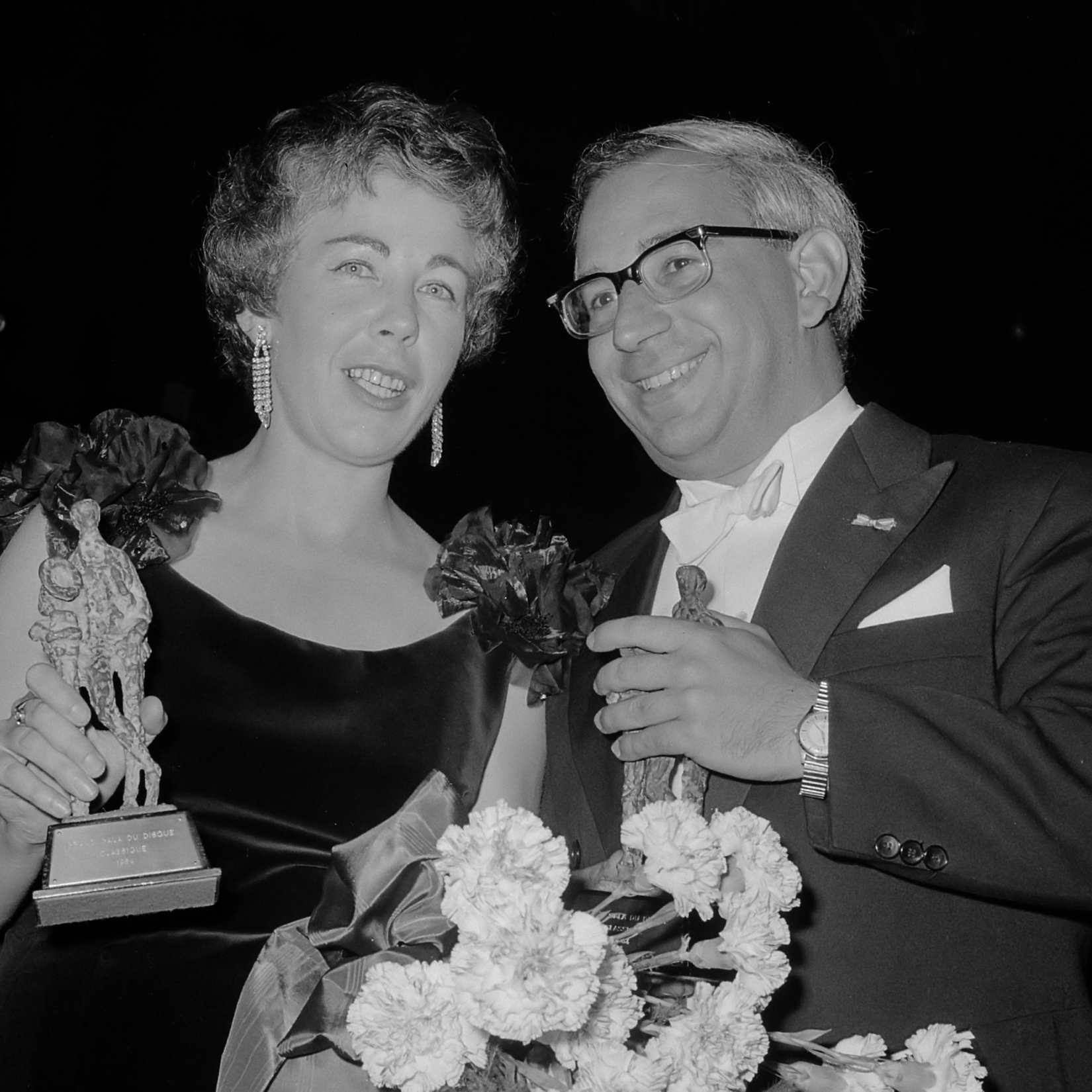
ダニエル・ワイエンベルク（右）／9月16日没

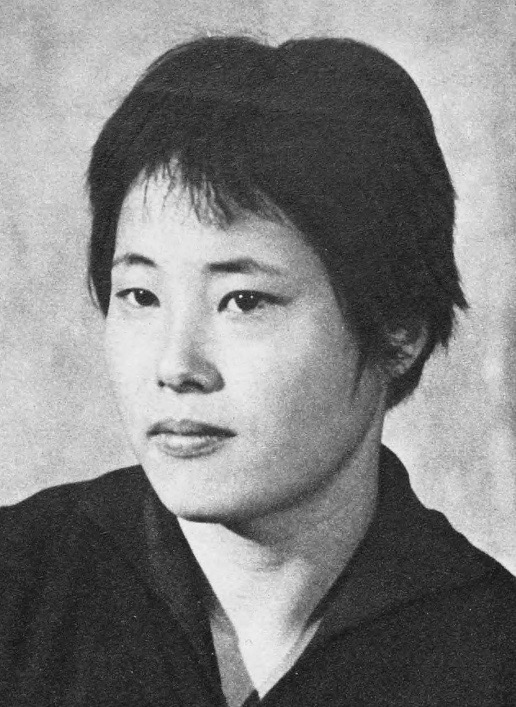
関正子／9月18日没

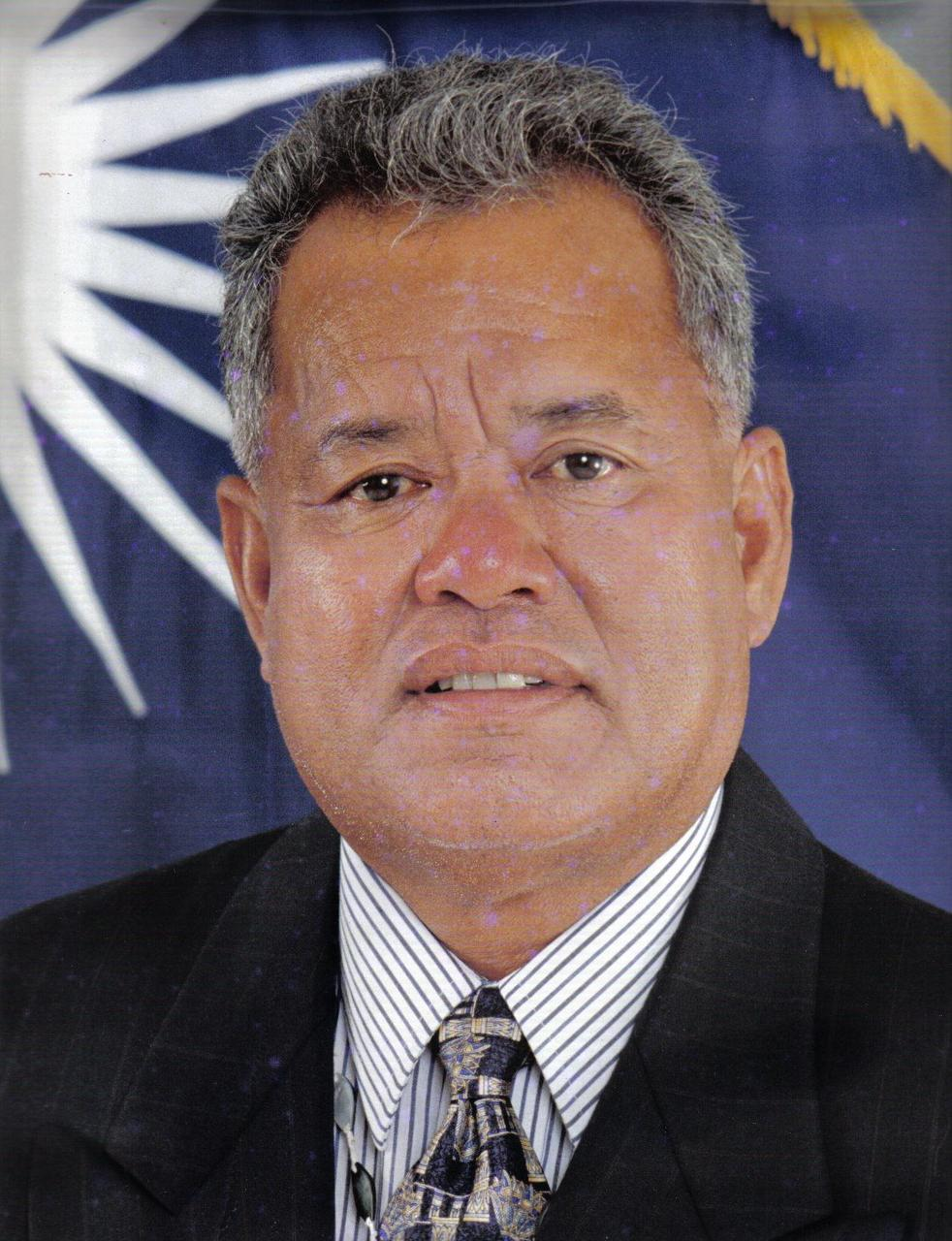
イマタ・カブア／9月18日没

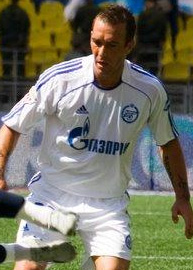
フェルナンド・リックセン／9月18日没

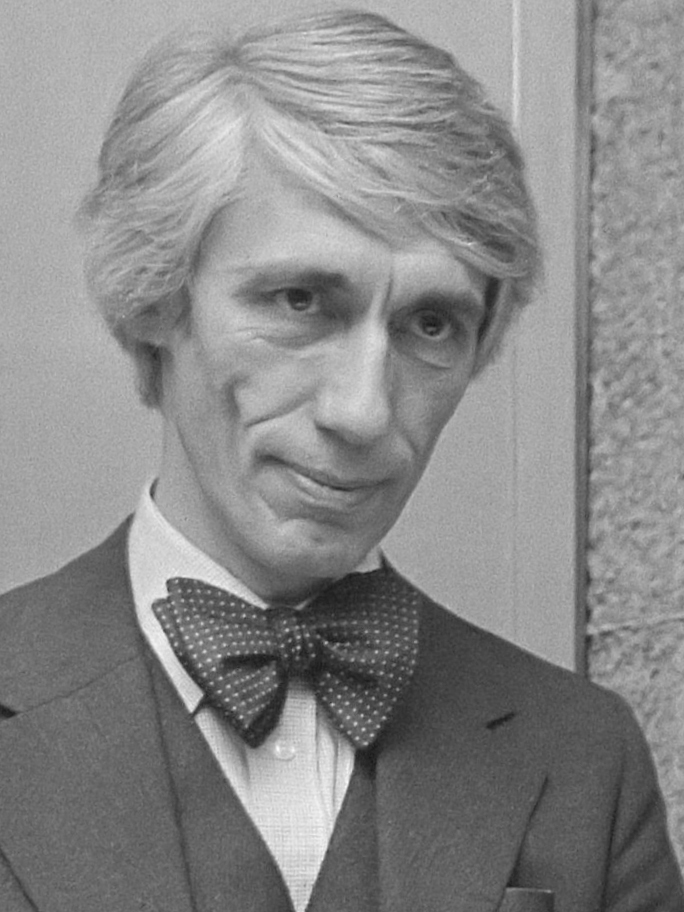
ウィム・クロウェル／9月19日没

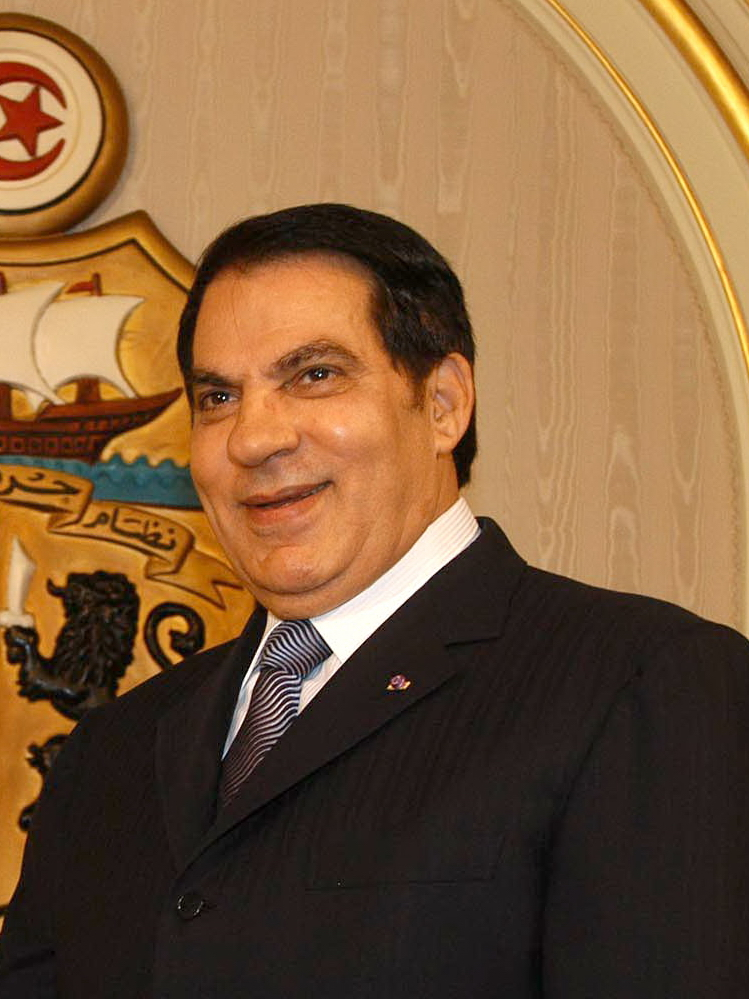
ザイン・アル＝アービディーン・ベン・アリー／9月19日没

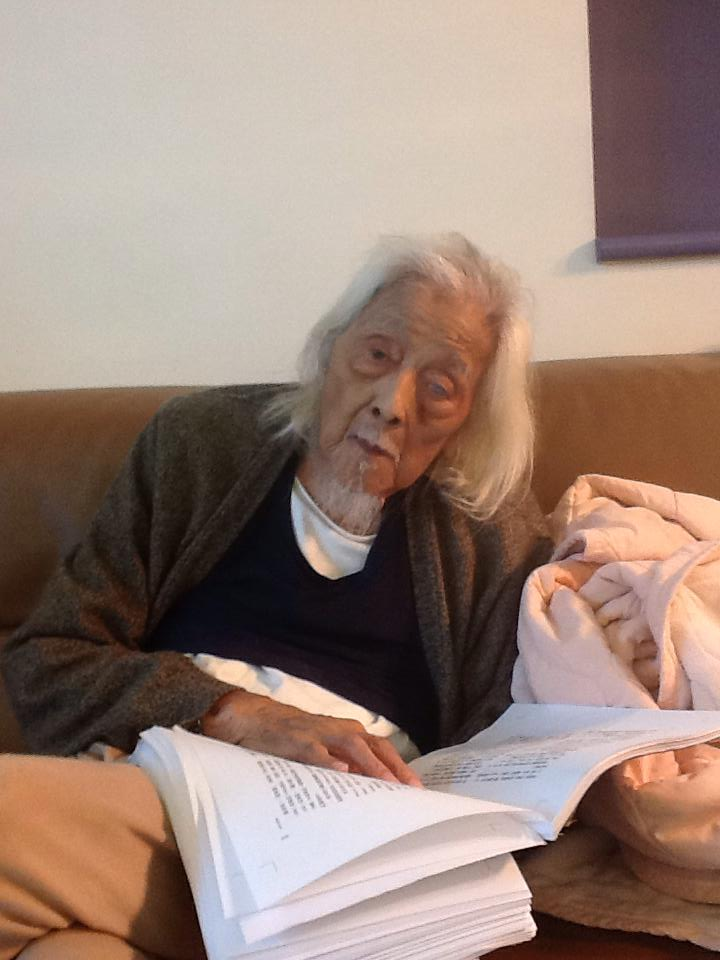
史明／9月20日没

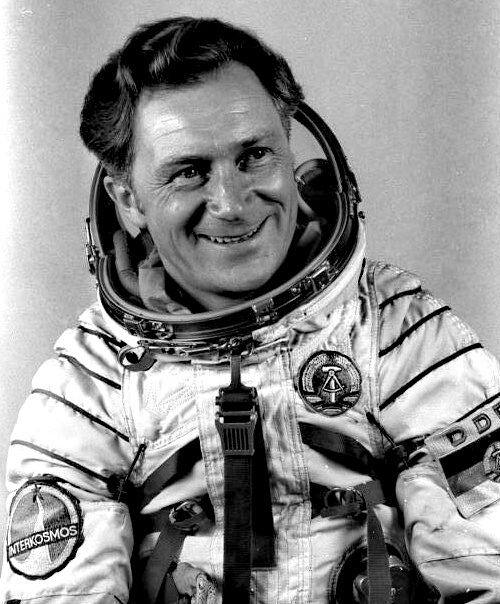
ジークムント・イェーン／9月21日没

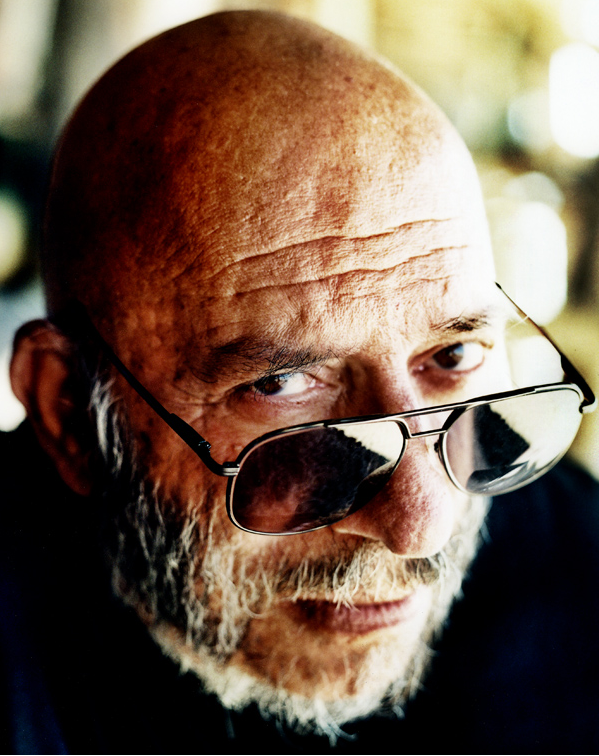
シド・ヘイグ／9月21日没

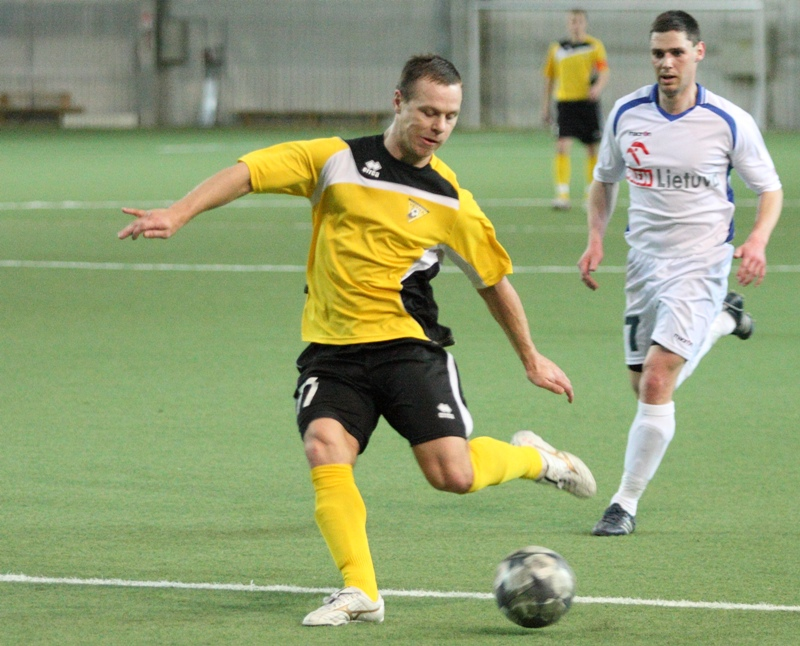
アルトゥーラス・リムケヴィチュス／9月23日没

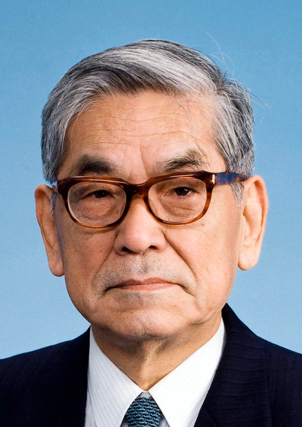
野崎一／9月25日没

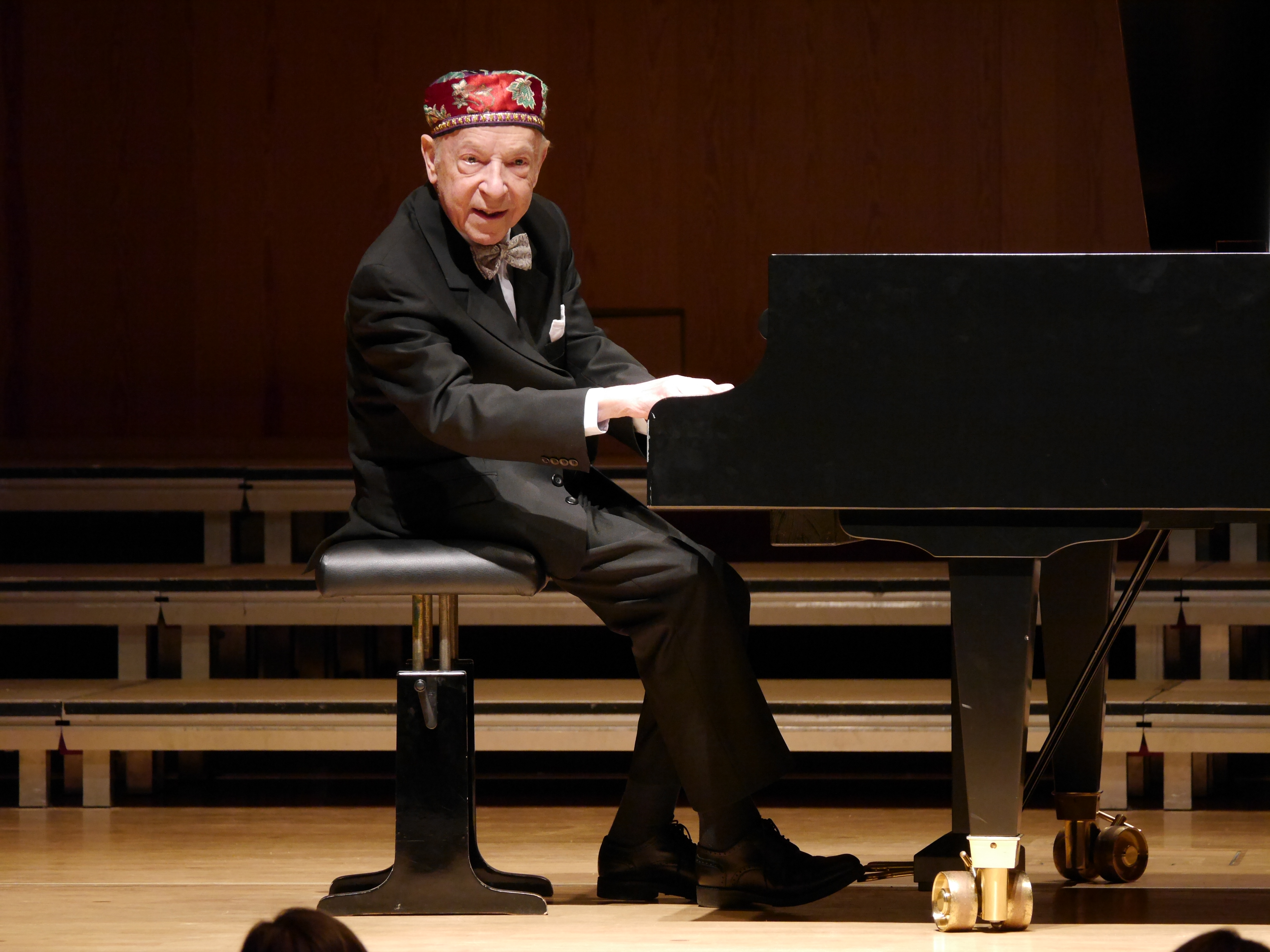
パウル・バドゥラ＝スコダ／9月25日没

ジャック・シラク／9月26日没

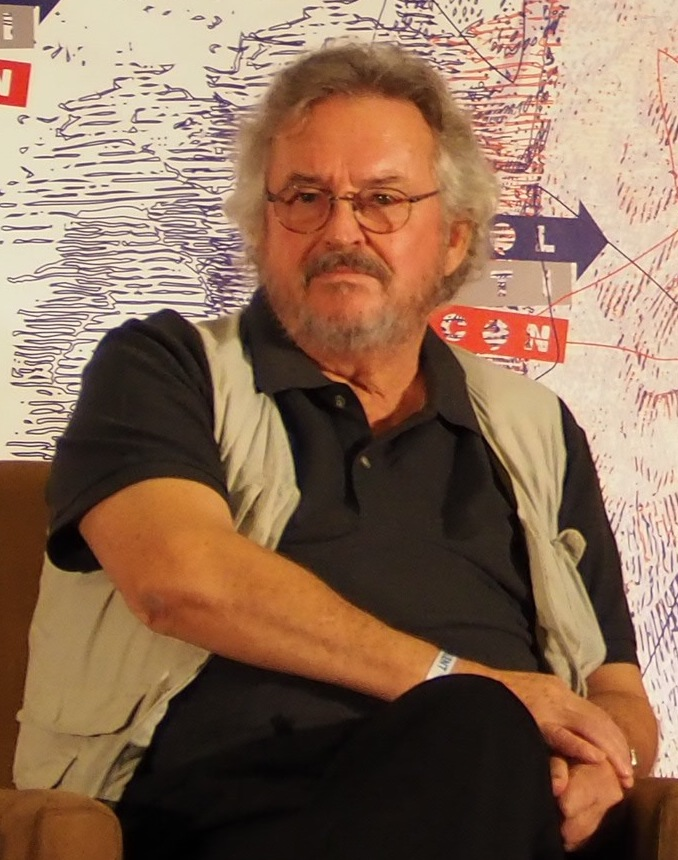
ジョゼフ・チャールズ・ウィルソン／9月27日没

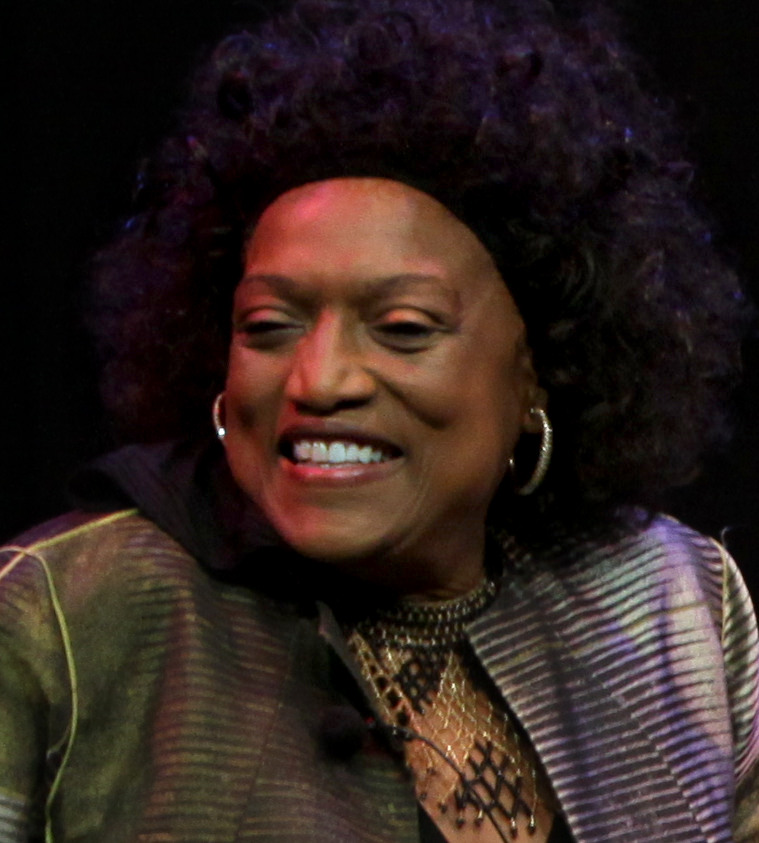
ジェシー・ノーマン／9月30日没

- 9月16日 - ファウスティナ・サルミエント・プーポ、キューバの歴代最高齢者（* 1905年）[105]
- 9月16日 - 宮城信勇、日本の郷土史家、八重山方言研究家（* 1920年）[106]
- 9月16日 - 立元明光、日本の実業家、桜デパート創業者（* 1920年?）[107]
- 9月16日 - ルイジ・コラーニ、ドイツの工業デザイナー（* 1928年）[108]
- 9月16日 - ジョン・コーエン（英語版）、アメリカ合衆国のフォークソングミュージシャン・研究家、ニュー・ロスト・シティ・ランブラーズ（英語版）メンバー（* 1932年）[109]
- 9月16日 - 地主豊、日本の経済学者、元弘前大学教授、岩手県立大学名誉教授（* 1939年）[110]
- 9月16日 - スティーヴ・ダラチンスキー（英語版）、アメリカ合衆国の詩人（* 1946年）[111]
- 9月16日 - 逆鉾昭廣、日本の元大相撲力士【井筒部屋所属】、15代井筒親方（* 1961年）[112][113]
- 9月16日 - 蔣篤慧（中国語版）、中華民国の声優（* 1970年）[114]
- 9月17日 - 葉選平、中華人民共和国の政治家、元広東省長、元広州市長（* 1924年）[115]
- 9月17日 - ダニエル・ワイエンベルク、フランスのピアノ奏者、作曲家（* 1929年）[116]
- 9月17日 - 井上博司、日本の政治家、元北海道函館市長（* 1936年）[117]
- 9月17日 - ハロルド・メイバーン（英語版）、アメリカ合衆国のジャズピアニスト、作曲家（* 1936年）[118]
- 9月17日 - 澤村大蔵、日本の歌舞伎役者（* 1938年）[119]
- 9月17日 - コーキー・ロバーツ（英語版）、アメリカ合衆国のジャーナリスト、コメンテーター、作家（* 1943年）[120]
- 9月17日 - ファビオ・ブッツィ（英語版）、イタリアのモーターボートレーサー・デザイナー（* 1943年）[121]
- 9月17日 - 高須基仁、日本の出版プロデューサー（* 1947年）[122]
- 9月17日 - 三代目山遊亭金太郎、日本の落語家（* 1956年）[123]
- 9月17日 - ディナ・ウゴルスカヤ（ドイツ語版）、ドイツのピアニスト（* 1973年）[124]
- 9月18日 - 松浦邦男、日本の建築学者、京都大学名誉教授（* 1927年）[125]
- 9月18日 - 村岡久平、日本の元政治家秘書、日本中国友好協会元理事長、日本武術太極拳連盟名誉副会長（* 1934年）[126]
- 9月18日 - 関正子、日本の元卓球選手、元卓球日本代表選手（* 1942年）[127]
- 9月18日 - イマタ・カブア、マーシャル諸島の政治家、元大統領（* 1943年）[128]
- 9月18日 - 徳江尚子、日本のバイオリニスト（* 1945年）[129]
- 9月18日 - トニー・ミルズ（英語版）、アメリカ合衆国のミュージシャン、元シャイ、TNTメンバー（* 1962年）[130]
- 9月18日 - フェルナンド・リックセン、オランダの元プロサッカー選手、元同国代表選手（* 1976年）[131]
- 9月18日 - ケルビン・メイナード（英語版）、オランダのサッカー選手（* 1987年）[132]
- 9月19日 - マルコ・ファインゴールド（英語版）、オーストリアのセンテナリアン、ホロコースト生存者（* 1913年）[133]
- 9月19日 - シャルル・ジェラール（フランス語版）、フランスの俳優（* 1922年）[134]
- 9月19日 - バート・ヘリンガー（英語版）、ドイツのサイコセラピスト、ファミリー・コンステレーション創始者（* 1925年）[135]
- 9月19日 - バロン・ヒルトン（英語版）、アメリカ合衆国の実業家、資産家、慈善家、元ヒルトン・ホテル・コーポレーション（英語版）会長（* 1927年）[136]
- 9月19日 - ウィム・クロウェル、オランダのグラフィックデザイナー、タイポグラファー（* 1928年）[137]
- 9月19日 - ザイン・アル＝アービディーン・ベン・アリー、チュニジアの政治家、第2代大統領、第5代首相（* 1936年）[138]
- 9月19日 - 井川高雄、日本の実業家、元大王製紙社長・会長（* 1937年）[139]
- 9月19日 - イリーナ・ヴォガーチェヴァ（ロシア語版）、ロシアのメゾソプラノ歌手（* 1939年）[140]
- 9月19日 - 田中珍彦、日本の実業家、元東急文化村社長（* 1940年）[141]
- 9月19日 - ラリー・ウォリス（英語版）、イギリスのギタリスト、元モーターヘッドメンバー（* 1949年）[142]
- 9月19日 - サンディー・ジョーンズ（英語版）、アイルランドの歌手（* 1951年）[143]
- 9月19日 - マリア・リーヴァス（英語版）、ベネズエラ出身の歌手（* 1960年）[144]
- 9月20日 - 史明、中華民国の歴史家、台湾独立運動家（* 1918年）[145]
- 9月20日 - 阿部日顕、日本の僧侶、仏教者、日蓮正宗総本山大石寺第67世法主（* 1922年）[146]
- 9月20日 - ジャン・マーリン（英語版）、アメリカ合衆国の俳優（* 1925年）[147]
- 9月20日 - 山田忠一、日本の宗教家、元天理大学理事長（* 1929年）[148]
- 9月20日 - 大城実、日本の神学者、牧師、元沖縄キリスト教短期大学学長（* 1934年）[149]
- 9月20日 - マイルズ・バーニェト、イギリスの古代哲学者（* 1939年）[150]
- 9月20日 - 朝倉悠三、日本の元教師、画家（* 1940年）[151]
- 9月20日 - 中村憲治、日本の実業家、日本甜菜製糖会長（* 1948年?）[152]
- 9月20日 - ヨンリコ・スコット（英語版）、アメリカ合衆国のドラマー、パーカッショニスト、元デレク・トラックス・バンドメンバー（* 1955年）[153]
- 9月20日 - ビッグ・タイトン、カナダのプロレスラー（* 1970年）[154]
- 9月21日 - 伊丹三樹彦、日本の俳人、写真家（* 1920年）[155]
- 9月21日 - ジークムント・イェーン、ドイツの宇宙飛行士（* 1937年）[156]
- 9月21日 - ナポレオン・シャグノン、アメリカ合衆国の人類学者、カリフォルニア大学サンタバーバラ校名誉教授（* 1938年）[157]
- 9月21日 - シド・ヘイグ、アメリカ合衆国の俳優（* 1939年）[158]
- 9月21日 - 5代目茂山千作、日本の狂言師、大蔵流名跡（* 1945年）[159]
- 9月21日 - クリストファー・ラウズ（英語版）、アメリカ合衆国の作曲家（* 1949年）[160]
- 9月21日 - アーロン・アイゼンバーグ（英語版）、アメリカ合衆国の俳優（* 1969年）[161]
- 9月21日 - ウ・ヘミ（朝鮮語版）、大韓民国の歌手（* 1988年）[162]
- 9月22日 - イヴァン・キジモフ（ロシア語版）、ロシアの馬術競技選手、1968年メキシコシティーオリンピック馬場馬術個人・1972年ミュンヘンオリンピック馬場馬術団体金メダリスト（* 1928年）[163]
- 9月22日 - シャーラ・シャーンドル（ハンガリー語版）、ハンガリーの撮影監督、映画監督（* 1933年）[164]
- 9月22日 - グエン・バン・ベイ（英語版）、ベトナムの元軍人（* 1936年）[165]
- 9月22日 - 角谷正彦、日本の官僚、元国税庁長官（* 1936年）[166]
- 9月22日 - 松沢哲成、日本の近現代史家、東京女子大学名誉教授（* 1939年）[167]
- 9月22日 - ペーター・ドイフルハード、ドイツの数学者（* 1944年）[168]
- 9月22日 - 古沢秀充、日本の実業家、東海染工社長（* 1956年?）[169]
- 9月22日 - 三ツ矢新、日本のゲームデザイナー、実業家、eRONDO社長（* 生年不詳）[170]
- 9月23日 - 辻源太郎、日本の実業家、元トヨタ自動車副会長、元豊田自動織機製作所会長（* 1921年）[171]
- 9月23日 - 千葉三郎、日本の元新聞記者、文芸研究者（* 1926年）[172]
- 9月23日 - アル・アルヴァリーズ（英語版）、イギリスの詩人、作家、批評家（* 1929年）[173]
- 9月23日 - 三浦和夫、日本の会計学者、高松大学元学長（* 1929年）[174]
- 9月23日 - エレーヌ・ファインスタイン（英語版）、イギリスの詩人、作家（* 1930年）[175]
- 9月23日 - 堂本正樹、日本の劇作家、演出家、演劇評論家（* 1933年）[176]
- 9月23日 - ロバート・ハンター（英語版）、アメリカ合衆国の作詞家、シンガーソングライター、詩人（* 1941年）[177]
- 9月23日 - アンドレ・エメット（英語版）、アメリカ合衆国のバスケットボール選手（* 1982年）[178]
- 9月23日 - アルトゥーラス・リムケヴィチュス、リトアニアの元サッカー選手、元同国代表（* 1983年）[179]
- 9月24日 - ジミー・ネルソン（英語版）、アメリカ合衆国の腹話術師（* 1928年）[180]
- 9月24日 - モーディカイ・ガースティン（英語版）、アメリカ合衆国の芸術家、絵本作家（* 1935年）[181]
- 9月24日（遺体発見日） - 佐藤忠志、日本の教育評論家・元予備校講師。元拓殖大学客員教授（* 1951年）[182]
- 9月24日 - 山口正洋、日本の経済評論家、投資家、ブロガー（* 1960年）[183]
- 9月24日 - ソン・ヨンハク（朝鮮語版）、大韓民国の俳優（* 1972年）[184]
- 9月24日 - 櫻井拓也、日本の俳優（* 1988年）[185]
- 9月25日 - 野崎一、日本の有機化学者、京都大学名誉教授（* 1922年）[186]
- 9月25日 - 盧載鉉、大韓民国の元軍人、元国防部長官（* 1926年）[187]
- 9月25日 - パウル・バドゥラ＝スコダ、オーストリアのピアニスト、音楽学者（* 1927年）[188]
- 9月25日 - 佐伯栄治、日本の山岳ガイド、第一次南極地域観測隊メンバー（* 1927年）[189]
- 9月25日 - 安徳典光、日本の英語学者、西南学院大学名誉教授（* 1928年?）[190]
- 9月25日 - マイケル・D・コウ、アメリカ合衆国の考古学者、人類学者、碑文研究者（* 1929年）[191]
- 9月25日 - 高島準司、日本の実業家、住友不動産会長（* 1930年）[192]
- 9月25日 - アレクセイ・キリチェンコ、ロシアの歴史家、元ソ連国家保安委員会大佐（* 1936年）[193]
- 9月25日 - 須永克彦、日本の俳優、演出家、劇作家、元劇団道化座主宰（* 1939年）[194]
- 9月25日 - ジェスパー・ホフマイヤー（英語版）、デンマークの生物学者（* 1942年）[195]
- 9月25日 - 杉本祐一、日本の写真家（* 1956年）[196]
- 9月25日 - ジャック・ハットン、アメリカ合衆国の柔道家（* 1995年）[197]
- 9月26日 - マイロン・ブルーム、アメリカ合衆国のホルン奏者（* 1926年）[198]
- 9月26日 - ジャック・シラク、フランスの政治家、元フランス大統領・パリ市長（* 1932年）[199][200][201]
- 9月26日 - 中山登、日本の実業家、中央銘版工業（現日本シイエムケイ）創業者（* 1934年?）[202]
- 9月26日 - 朴萬福、大韓民国のバレーボール指導者、元ペルー女子代表監督（* 1936年）[203][204]
- 9月26日 - 上田信雅、日本の政治家、元富山県砺波市長（* 1941年）[205]
- 9月26日 - ゲンナジー・マナコフ、ロシアの宇宙飛行士（* 1950年）[206]
- 9月27日 - ルディー・ベルマー（英語版）、アメリカ合衆国の映画史家（* 1926年）[207]
- 9月27日 - ジョゼフ・チャールズ・ウィルソン、アメリカ合衆国の外交官、作家（* 1949年）[208]
- 9月27日 - 長井潔（英語版）、日本の構造生物学者（* 1949年）[209]
- 9月27日 - 室井光広、日本の小説家、文芸評論家（* 1955年）[210]
- 9月27日 - ジミー・スパイサー（英語版）、アメリカ合衆国のヒップホップミュージシャン（* 1958年）[211]
- 9月27日 - 布川弘、日本の歴史学者、広島大学教授（* 1958年）[212]
- 9月27日 - ロブ・ギャリソン（英語版）、アメリカ合衆国の俳優（* 1960年）[213]
- 9月28日 - 藤木久志、日本の歴史学者、立教大学名誉教授（* 1933年）[214]
- 9月28日 - 寺田明彦、日本の実業家、保育総合学院（現ニチイ学館）創業者（* 1936年）[215]
- 9月28日 - デジー・オハロラン（英語版）、アイルランドのフィドル奏者、歌手（* 1940年）[216]
- 9月28日 - ホセ・ホセ（スペイン語版）、メキシコの歌手（* 1948年）[217]
- 9月28日 - 大越弥生、日本の女優（* 1967年[218]）[218][219]
- 9月29日 - 楠田豊春、日本の市民運動家、元奄美群島日本復帰協議会中央委員（* 1923年）[220]
- 9月29日 - カンポス・ヴェヌーティ、イタリアの都市計画家（* 1926年）[221]
- 9月29日 - 高松康生、日本の工学者、九州大学名誉教授（* 1928年）[222]
- 9月29日 - 泉風信子、日本の俳人（* 1935年）[223]
- 9月29日 - 増子昇、日本の工学者、東京大学名誉教授（* 1935年）[224]
- 9月29日 - ラリー・ウィリス（英語版）、アメリカ合衆国のジャズピアニスト（* 1940年）[225]
- 9月29日 - 株木雅浩、日本の実業家、株木建設社長（* 1957年）[226]
- 9月29日 - 佐藤しのぶ、日本のソプラノ歌手、声楽家（* 1958年）[227]
- 9月29日 - 岩城光隆、元双葉町職員（* 1988年）[要出典]
- 9月30日 - 川﨑桃太、日本の言語学者、歴史学者、京都外国語大学名誉教授（* 1915年）[228]
- 9月30日 - 井上信也、日本出身のアメリカ合衆国の生物学者（* 1921年）[229]
- 9月30日 - 矢野順意、日本の公務員、元愛媛県副知事（* 1933年）[230]
- 9月30日 - ジェシー・ノーマン、アメリカ合衆国のソプラノ歌手（* 1945年）[231]
- 9月30日 - 吉岡幸雄、日本の染織史家、染色家（* 1946年）[232]
- 9月30日 - 今泉公二、日本の実業家、プラス社長（* 1948年）[233]
- 9月30日 - ルイ・ランキン（英語版）、ジャマイカのレゲエミュージシャン、俳優（* 1952年?）[234]
- 9月30日 - 鴨志田孝一、日本の写真家（* 1959年）[235]
- 9月30日 - ジャンニ・レノーチ、イタリアのジャズピアニスト、作曲家（* 1963年）[236]
- 9月30日 - 佐伯輝子、日本の女医、医学博士（* 1929年）[237]